# تووا نووتنی
تووا نووُتنی (سوئدی: Tuva Novotny؛ زادهٔ ۲۱ دسامبر ۱۹۷۹) یک بازیگر و خواننده اهل سوئد است.
از فیلم‌هایی که وی در آن نقش داشته‌است، می‌توان به بخور عبادت کن عشق بورز، شناسه: ای، تسخیر، نامزد، اندرسن جوان، یک جنگ، نابودی، بوری در مقابل مک‌انرو، لیلیهامر، فتنه، نامرئی و انتخاب پادشاه اشاره کرد.